# 3-nitroaniline
3-nitroaniline is een aromatische verbinding met als brutoformule C6H6N2O2. De stof komt voor als gele kristallen. Het bestaat uit een benzeenring (vandaar het aromatisch karakter van de molecule), waaraan een NH2-groep en een NO2-groep zijn vastgehecht.

## Toxicologie en veiligheid
De stof vormt bij verbranding giftige dampen van stikstofoxiden. Ze reageert met sterke zuren, sterk oxiderende stoffen en sterk reducerende stoffen. 3-nitroaniline reageert met organische materialen in aanwezigheid van vocht, waardoor kans op brand ontstaat.